# Cymopterus bakeri
Cymopterus bakeri là một loài thực vật có hoa trong họ Hoa tán. Loài này được (J.M.Coult. & Rose) M.E.Jones mô tả khoa học đầu tiên năm 1908.